# 北海道道882号利別牛首別線
北海道道882号利別牛首別線（ほっかいどうどう882ごう としべつうしゅべつせん）は、北海道中川郡池田町と豊頃町を結ぶ一般道道である。

## 概要

### 路線データ
- 起点：北海道中川郡池田町利別西町（国道242号・北海道道73号帯広浦幌線交点）
- 終点：北海道中川郡豊頃町育素多（国道38号・北海道道210号尾田豊頃停車場線・北海道道318号湧洞豊頃停車場線・北海道道320号旅来豊頃停車場線交点）
- 総距離：16.3 km

## 歴史
- 1976年（昭和51年）3月31日 - 打内太牛首別線として路線認定[1]
- 1978年（昭和53年）5月6日 - 現在の路線名に変更[2]

## 地理

### 通過する自治体
- 十勝総合振興局
  - 中川郡
    - 池田町
    - 豊頃町

### 主な接続道路
池田町
- 国道242号 - 利別西町（起点）
- 北海道道73号帯広浦幌線 - 利別西町（起点）

豊頃町
- 国道38号 - 育素多（終点）
- 北海道道210号尾田豊頃停車場線 - 育素多（終点）
- 北海道道318号湧洞豊頃停車場線 - 育素多（終点）
- 北海道道320号旅来豊頃停車場線 - 育素多（終点）

### 沿線にある施設など
池田町
- 十弗駅

豊頃町
- 昭栄信号場